# Eva Karlsson (gångare)
Eva Karlsson, född 4 juni 1961, är en svensk gångerska, som placerade sig bra på världsmästerskap under 1970-talet. Dock blev hon tvungen att avsluta karriären efter en knäskada som hon ådrog sig precis innan olympiska sommarspelen 1984.